# Bad Luck Fale
Fale Simitaitoko (nacido el 8 de enero de 1982) es un luchador profesional tongano-neozelandés más conocido bajo el nombre de Bad Luck Fale. Fale trabaja actualmente en New Japan Pro-Wrestling (NJPW). Fue uno de los fundadores del grupo Bullet Club junto con Prince Devitt, Doc Gallows, Karl Anderson y Tama Tonga.  
Fale ha sido una vez Campeón en Parejas de la IWGP, una vez Campeón Intercontinental de la IWGP y tres veces Campeón en Parejas 6-man NEVER de Peso Abierto.

## Carrera

### Inicios
Simitaitoko fue un jugador de la unión de rugby antes de entrenar y debutar en New Japan Pro-Wrestling. Asistió a la sólida escuela de rugby de De La Salle College, Mangere East en Auckland, Nueva Zelanda, y fue miembro del 1⁰ XV desde 1999 hasta 2000, también haciendo equipos de rugby de edad en el camino. Luego aceptó una beca para jugar al rugby en Japón en la Universidad Tokuyama, junto con sus compañeros neozelandeses Sila Iona y Greame Brent, donde asistió desde 2001 hasta 2005. De abril de 2006 a marzo de 2008, jugó para el equipo japonés de unión de rugby Fukuoka Sanix Blues. Comenzaría a entrenar para convertirse en luchador profesional en junio de 2009.

### New Japan Pro-Wrestling (2010-presente)

#### 2010-2012
Simitaitoko, que trabaja bajo el nombre de "King Fale", hizo su debut en el ring el 4 de abril de 2010, cuando fue derrotado por Manabu Nakanishi. Fale obtuvo su primera victoria en New Japan poco más de un mes después de su debut, derrotando a Kyosuke Mikami. Fale y Super Strong Machine ingresaron a la 2010 G1 Tag League, terminando último en su bloque y en general con cero victorias y cero puntos. Fale también participó en el torneo J Sports Crown Openweight 6 Man Tag Tournament 2010 junto a Giant Bernard y Karl Anderson, llegando a la segunda ronda antes de ser eliminado. Fale más tarde se enfrentó a su compañero Hiromu Takahashi en una serie de tres combates, ganando todos ellos.
En febrero de 2011, Fale como face se unió al equipo de Yuji Nagata llamado "Seigigun" ("Ejército de Justicia Azul") junto con Wataru Inoue y Machine Super Strong. En The New Beginning el 20 de febrero, Nagata, Inoue, Fale y Hiroyoshi Tenzan se enfrentaron a Chaos (Shinsuke Nakamura, Toru Yano, Takashi Iizuka y Yujiro Takahashi) en un esfuerzo perdido.

#### 2013-presente

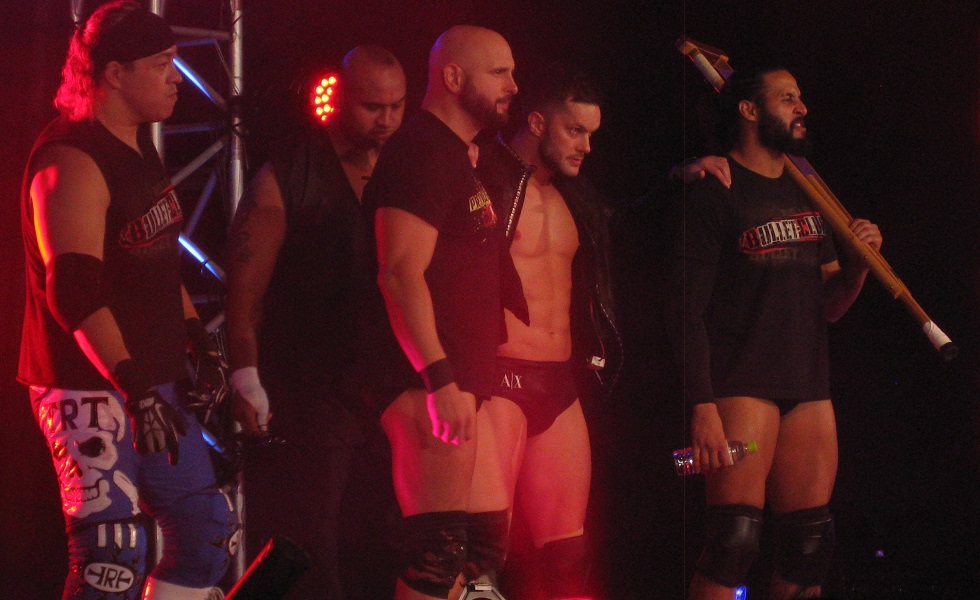
Durante su estancia en Japón en NJPW, Devitt fue el líder de Bullet Club.

El 7 de abril de 2013, en Invasion Attack, Fale cambio a heel oficialmente, regresó a New Japan como el "guardespaldas" de Prince Devitt bajo el nuevo nombre de "The Underboss" Bad Luck Fale. Fale luchó su combate de vuelta el 3 de mayo en Wrestling Dontaku , haciendo equipo con Devitt para derrotar al Captain New Japan y Ryusuke Taguchi. Más tarde esa noche, Fale y Devitt unieron fuerzas con Karl Anderson y Tama Tonga, formando un stable heel llamado "Bullet Club". Del 23 de noviembre al 7 de diciembre, Fale y Devitt participaron en la World Tag League 2013, donde terminaron con un récord de tres victorias y tres derrotas, con una derrota contra el previamente ganador, el New Japan y Hiroshi Tanahashi en el último día les cuesta un lugar en las semifinales. La rivalidad entre Fale y Makabe culminó en un combate de King of Destroyer el 4 de enero de 2014, en Wrestle Kingdom 8 en el Tokyo Dome, donde Makabe salió victorioso. Fale y Makabe volvieron a enfrentarse el 15 de marzo en la primera ronda de la New Japan Cup 2014, donde Fale salió victorioso. Fale llegó a la final del torneo antes de perder contra Shinsuke Nakamura el 23 de marzo.
El 21 de junio en Dominion 6.21, Fale derrotó a Nakamura en una revancha para convertirse en el nuevo Campeón Intercontinental de la IWGP. Del 21 de julio al 8 de agosto, Fale participó en su primer G1 Climax, donde terminó tercer lugar en su bloque con un récord de seis victorias y cuatro derrotas con una derrota contra Nakamura en el último día que lo impidió llegar a la final. El 21 de septiembre en el evento de Destruction in Kobe, Fale perdió el Campeonato Intercontinental de la IWGP de regreso a Nakamura en su primera defensa. En noviembre, Fale ingresó a la World Tag League 2014, junto a su compañero de equipo Tama Tonga. El equipo terminó en la parte inferior de su bloque con un récord de tres victorias y cuatro derrotas. A principios de 2015, Fale comenzó a pelear con Kazuchika Okada, lo que lo llevó a ganar una gran victoria el 5 de marzo, derrotando al ex-bicampeón de peso pesado de la IWGP en la primera ronda de la New Japan Cup 2015. Fale fue eliminado del torneo en la segunda ronda por Tetsuya Naito. La rivalidad entre Fale y Okada culminó el 5 de abril en Invasion Attack, donde Fale fue derrotado por Okada. Del 20 de julio al 14 de agosto, Fale participó en el G1 Climax 2015. A pesar de anotar una gran victoria sobre el eventual ganador del torneo Hiroshi Tanahashi, Fale terminó cuarto en su bloque con un récord de cinco victorias y cuatro derrotas y por lo tanto no pudo avanzar a la final.

## Vida personal
Fale es el primo de Tanga Loa y primo adoptivo de Tama Tonga y Leo Tonga, Fale y Tama habían pasado su primera infancia en Mu'a, Tonga sin haberse conocido. Estuvieron en el dojo de NJPW al mismo tiempo y se dieron cuenta de que estaban relacionados cuando un pariente comentó una foto que Fale había publicado en las redes sociales. Es de herencia samoana y maorí.
En 2017 se desveló que Fale estaba en una relación con la bailarina de Go-Go Pieter, también conocida como "Tokio Latina", que ha hecho apariciones para NJPW como ayuda de cámara del compañero Yujiro Takahashi
.

## En lucha
- Movimientos finales

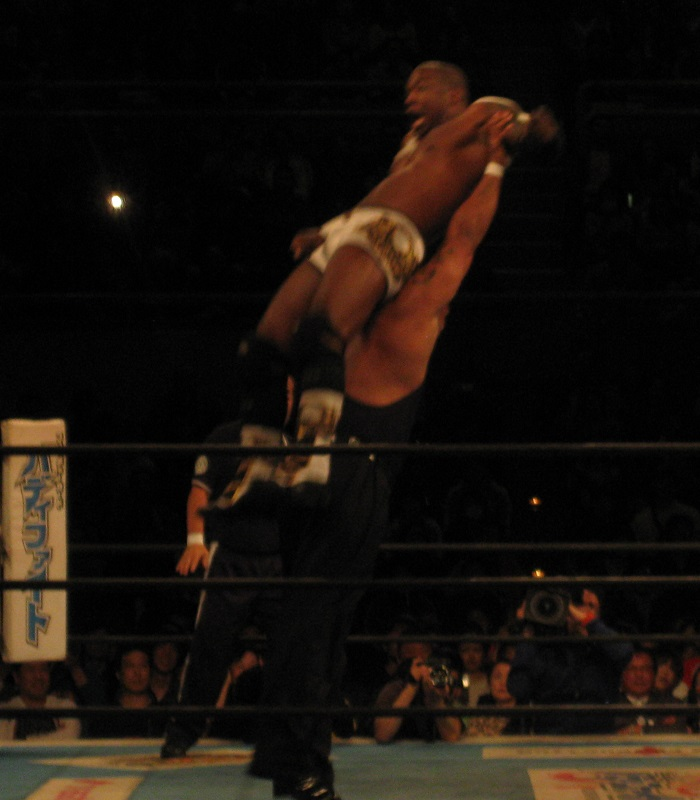
Fale ejecutando su Bad Luck Fall a Shelton Benjamin.

  - Bad Luck Fall (Throwing crucifix powerbomb)[3][4] – 2013–presente
  - Choke Lariat Slam[5] / Grenade[6] (Chokeslam transitioned into a thumb thrust to the opponent's throat) – 2013–presente
  - Samoan drop[7] – 2010–2012; used as a signature move thereafter
  - T-Shock (Double underhook overhead gutwrench backbreaker rack drop)[7] – 2010–2012
  - Tombstone piledriver[8][9] – 2017; parodiado de Kazuchika Okada
- Movimientos de firma
  - Boston crab[10]
  - Cliff Hanger (Diving clothesline)[11]
  - Falling Coconut (Diving splash)[12]
  - Headbutt drop[10][11]
  - Running splash[11]
- Apodos
  - "The Rogue General"[13]
  - "The Underboss"[14]
  - "Tonga-ban Gojira"[15] (Japanese for "Tongan Godzilla")

## Campeonatos y logros
- New Japan Pro-Wrestling/NJPW
  - IWGP Intercontinental Championship (1 vez)
  - IWGP Tag Team Championship (1 vez) - con Chase Owens
  - NEVER Openweight 6-Man Tag Team Championship (3 veces) - con Tama Tonga & Tanga Roa (2) y Tama Tonga & Yujiro Takahashi (1)

- Pro Wrestling Illustrated
  - Situado en el Nº118 en los PWI 500 de 2014[16]
  - Situado en el Nº90 en los PWI 500 de 2015[17]
  - Situado en el Nº252 en los PWI 500 de 2016[18]
  - Situado en el N°71 en los PWI 500 de 2017[19]
  - Situado en el Nº99 en los PWI 500 de 2018
  - Situado en el Nº139 en los PWI 500 de 2019[20]